# Petalocephala skoba
Petalocephala skoba är en insektsart som beskrevs av Evans 1969. Petalocephala skoba ingår i släktet Petalocephala och familjen dvärgstritar. Inga underarter finns listade i Catalogue of Life.